# فرودگاه شهری بل گلید استیت
فرودگاه شهری بل گلید استیت (به انگلیسی: Belle Glade State Municipal Airport) یک فرودگاه همگانی بهره‌برداری هوایی است که یک باند فرود آسفالت دارد و طول باند آن ۱۱۴۳ متر است. این فرودگاه در شهر بل گلید، فلوریدا کشور ایالات متحده آمریکا قرار دارد و در ارتفاع ۴ متری از سطح دریا واقع شده‌است.